# Chau (Dekan)
Chau ist die Bezeichnung eines altägyptischen Dekans, der 20 Dekan-Sterne umfasste. Richard-Anthony Parker und Otto Neugebauer erkannten in dieser Sternenansammlung einen Sternhaufen. Im Himmelsbild von Dendera wird dieser Dekan als kniende Frau dargestellt, die Teukros von Babylon als tote Frau betitelte. Im heiligen Buch des Hermes an Askeplios erscheint in diesem Zusammenhang eine Mumie in Verbindung mit dem Dekan Chau. 
Es handelt sich hierbei um die Spiralgalaxie M 31, die bei klaren Nächten mit dem bloßen Auge als Nebelfleck erkannt werden kann. Der Andromedanebel M 31 liegt in der Nähe des Sterns ν Andromedae. 
In den Dekanlisten der Sethos-Schrift repräsentierte Chau am Leib der Nut den 29. Dekan. Der heliakische Aufgang war für den 16. Peret II angesetzt und hatte als Datierungsgrundlage die verfügte Anordnung unter Sesostris III. (12. Dynastie) in dessen siebtem Regierungsjahr. 